# Cytaea albichelis
Cytaea albichelis là một loài nhện trong họ Salticidae.
Loài này thuộc chi Cytaea. Cytaea albichelis được Embrik Strand miêu tả năm 1911.